# 隆州 (北宋)
隆州，北宋时设置的州。属广南西路。
宋徽宗政和四年（1114年）置隆州，治兴隆县。置兑州，治万松县。宣和三年（1121年），废隆州及兴隆县为威远砦，废兑州及万松县为靖远砦。二州先置思忠、安江、凤麟、金斗、朝天等五砦一起废除，各隶新砦，还是一起隶属于邕州。